# Sorhoanus binotatus
Sorhoanus binotatus – gatunek pluskwiaka z rodziny bezrąbkowatych i podrodziny Deltocephalinae.
Gatunek ten opisany został w 2003 roku przez Zi-Zhong Li i Ren-Huan Dai, którzy jako miejsce typowe wskazali Nantou.
Piewik o ciele długości od 4,8 do 5 mm. Ciemię i twarz jasnożółtoochrowe, to pierwsze z dwiema czarnymi kropkami z przodu. Przedplecze jasnobrązowe z dwiema czarnymi kropkami. Jasnobrązowe i przejrzyste przednie skrzydła opatrzone są ciemnoszarobrązowymi kropkami. Odnóża żółtawobiałe. Genitalia samca o edeagusie wposażonym w dwa wyrostki i zakrzywionym u wierzchołka processus caudoventralis.
Pluskwiak znany tylko z Tajwanu.